# Hérésie d'Horus
L’Hérésie d'Horus est un événement historique fictionnel présent dans l'univers de fiction du jeu de figurines fantastiques Warhammer 40,000, développé par la société Games Workshop.
Absent lors de la sortie de la première édition du jeu Warhammer 40,000: Rogue Trader (en) (1987), cet événement est décrit en 1990 dans un supplément de la première édition du jeu, Realm of Chaos: The Lost and the Damned écrit par Rick Priestley (en) et Bryan Ansell (en), où est racontée l'histoire des Space Marines. Par la suite, il devient l'élément fondateur de cet univers de fiction tel qu'il est actuellement décrit.
Dans cet univers, l’Hérésie d'Horus se déroule dans un temps éloigné, au cours du 31e millénaire ap. J.-C., soit dix mille ans avant la période où le jeu se déroule habituellement (au 41e millénaire). Elle met en scène la trahison du chef de file de l'humanité (appelé l'Empereur de l'Humanité) par son plus fidèle lieutenant, son fils le Primarque Horus. Cette « hérésie » engendrera une vaste guerre fratricide à l'échelle de la galaxie, ce qui aboutira à façonner l'humanité en deux grands camps antagonistes : les adeptes de l'Empereur de l'Humanité et ceux vénérant les dieux du Chaos (les ennemis de l'humanité dans cet univers).
Cette histoire de space fantasy, qui s'inspire de l’épisode biblique de la trahison de Satan envers Dieu, est aussi teintée de références à l’œuvre de l'écrivain Michael Moorcock de par ses grandes oppositions entre ordre et chaos, et non entre bien et mal.
Cet événement a notamment fait l'objet d'une très longue série de livres (The Horus Heresy), traitant en détail chacun des aspects du conflit (voir la section Bibliographie).

## Contexte fictionnel
L'Imperium est fondé au 31e millénaire par l'Empereur de l'Humanité, un être aux caractéristiques quasi divines qui règne sur Terra (l'alter ego fictif de la Terre dans l'univers de Warhammer 40,000), afin de réunifier la race humaine en une seule force et sous une seule autorité, la sienne. En effet à cette époque, l'humanité est dispersée dans toute la galaxie depuis le 20e millénaire et beaucoup des mondes sur lesquels elle est implantée ont perdu tout contact avec les autres. L’Empereur initie alors la « Grande Croisade », une campagne militaire à l'échelle de la galaxie afin de la reconquérir.
Dans ce but, il crée vingt généraux (ses fils), qu'il nomme les Primarques, et leur confie à chacun une légion de guerriers surhumains, les Space Marines (aussi appelés les Astartes ou Adeptus Astartes), des hommes conçus à partir du patrimoine génétique de leurs Primarques respectifs (les Primarques étant eux-mêmes issus des gènes de l'Empereur). Ainsi, l'Empereur, les Primarques et les légions Astartes forment une hiérarchie de surhommes génétiquement modifiés qui disposent de capacités hors du commun par rapport au reste de l'humanité.
La Grande Croisade mène alors l'humanité à la conquête de la galaxie dans le but de la protéger des créatures extraterrestres qui évoluent au sein de cet univers hostile. En effet, l'humanité n'est pas la seule à vouloir coloniser l'univers pour le faire sien, et de nombreuses autres espèces lui disputent cette domination, certaines régnant déjà sur de vastes empires bien avant que l'humanité ne puisse — ou n'ose — s'aventurer hors de Terra.
Au cours de la Grande Croisade, la plupart de ces races étrangères sont exterminées, à l'exception de certaines d'entre elles qui survivent jusqu'au 41e millénaire. On peut citer notamment les Eldars ou les Orks, ces derniers devenant de plus en plus nombreux et puissants de siècle en siècle. Mais une autre puissance, beaucoup plus hostile, menace l'expansion humaine.
Il existe en effet une dimension parallèle nommée le « Warp ». Cet univers étrange, où les lois classiques de la physique n'ont pas cours, est utilisé par les navigateurs de la flotte de l'Imperium pour parcourir en quelques jours plusieurs centaines d'années-lumière. C'est au sein de cette dimension que réside le véritable ennemi de l'humanité : les puissances du Chaos. Ceux-ci sont l'incarnation des émotions les plus viles répandues au sein des espèces conscientes (comme la colère, la haine, la cupidité, la luxure, la traîtrise, etc). Ces émotions « primales » alimentent alors le Warp, créant ainsi des entités surnaturelles conscientes, reflets des pires émotions mortelles, que l'on appelle les Seigneurs du Chaos, ou les Puissances de la Ruine. Jadis, l'une de ces puissances, Slaanesh, réduisit à néant l'Empire des Eldars quand ceux-ci devinrent hédonistes, mais c'est vers l'humanité en pleine expansion que le regard du Chaos se tourne désormais.
Lorsque l'Empereur de l'humanité créé les Primarques, les puissances du Chaos parviennent à s'infiltrer au cœur même du laboratoire sur Terra ou les fœtus des Primarques grandissent dans leurs cuves de croissance. Les forces du Chaos parviennent à faire « arracher » ces cuves par le Warp et les dispersent aux quatre coins de l'univers. Il s'agit d'un des événements les plus mystérieux et les plus secrets de l'Imperium, au sujet duquel bien des hypothèses et des spéculations circulent. Toujours est-il que la Grande Croisade débute alors même que les Primarques sont perdus sur des mondes lointains et qu'aucun des Astartes conçus à partir des gènes des Primarques n'a son seigneur respectif pour diriger sa légion.
Cependant, les Primarques sont progressivement retrouvés les uns après les autres, au fur et à mesure que la Grande Croisade prend de l'ampleur. Chacun d'eux découvre alors sa véritable nature au contact de l'Empereur. Au sein des mondes sur lesquels ils ont échoué, les Primarques sont pratiquement tous devenus des chefs incontestés — Angron et Perturabo exceptés, parfois révérés avec une crainte quasi religieuse par les autochtones, en partie à cause de leurs capacités surhumaines, gage incontestable de leur héritage impérial.
Une fois redécouverts par l'Empereur, les Primarques réalisent quelle est leur véritable destinée et prennent alors la tête de leurs légions Astartes respectives. Ils participent ensuite à la Grande Croisade et sont à l'origine de faits d'armes glorieux, offrant des victoires inestimables à l'Imperium.
C'est à cette époque que débute l'événement intitulé l'Hérésie d'Horus, dix ans après que le dernier Primarque (Alpharius) eut été découvert par son frère Horus.

## Intrigue
Horus est le tout premier Primarque retrouvé par l'Empereur de l'Humanité. C'est son fils préféré et aussi le plus doué d'entre eux.
Lorsque l'Empereur décide de retourner sur Terra afin de consolider le pouvoir politique de l'Imperium et pour, enfermé dans son palais, se lancer dans des recherches mystérieuses, il confie la direction de la fin de la Grande Croisade à Horus en le nommant « Maître de Guerre ». Ce titre confère à Horus une autorité égale à celle de l'Empereur sur l'ensemble des forces armées de l'Imperium, mais également sur toutes les ressources logistiques, les capacités industrielles et l'Administration de l'Imperium, qui soutiennent et accompagnent la Grande Croisade.
C'est à ce moment que les dieux du Chaos ourdissent un plan machiavélique afin de corrompre les enfants de l'Empereur, ainsi que l'Imperium dans son ensemble, en profitant d'une situation tendue au sein de l'empire. Horus est en effet critiqué de toutes parts : par ses frères Primarques, jaloux de l'honneur qui lui a été conféré, et par une administration impériale, l'Adeptus Terra toute puissante et jalouse de ses prérogatives. Par ailleurs, les recherches secrètes menées par l’Empereur (qu'il ne dévoile à personne) accroissent la tension entre certains Primarques qui se méfiaient déjà de l'Empereur ou de leurs frères. Le Maître de Guerre se sent abandonné par son père, livré à lui-même à la tête du destin de l'humanité alors que la fin de la Grande Croisade piétine.
En outre, de plus en plus de voix s'élèvent contre la Grande Croisade, aussi bien au sein de l'Impérium — où son caractère intransigeant et brutal commence à être remis en question par une frange de la population — qu'au sein des mondes ralliés lors de la Grande Croisade. En effet, ceux-ci ont de plus en plus de mal à accepter l'Imperium comme une force libératrice et le voient de plus en plus comme un régime d'occupation. Même au sein des Astartes, certains s'interrogent sur leur avenir, une fois la Grande Croisade achevée : que vont donc devenir les plus puissants guerriers jamais créés par l'homme dans une galaxie bientôt pacifiée ? Bien évidemment, l'humanité aura toujours besoin de soldats pour maintenir l'ordre en son sein, mais aura-elle encore l'utilité de guerriers aux capacités surhumaines, maintenant que les pires espèces extra-terrestres sont en voie d'extermination ?
De fait, de nombreux Astartes acceptent mal la possibilité d'être un jour mis à la retraite, alors que c'est par leur sang versé que fut bâti l'Imperium. Ils commencent alors à comploter en secret contre lui. Des loges guerrières secrètes commencent à s'établir au sein des légions Astartes, réunissant les Space Marines les plus ambitieux, ou les plus rétifs vis-à-vis de la discipline impériale. Beaucoup commencent à considérer qu'ils sont « au-dessus » de l'humanité et non à son service, et que c'est à elle de se mettre à genoux devant eux et non l'inverse. Pendant cette période, le Primarque Lorgar des Word Bearers, un fervent religieux, est désavoué publiquement par l'Empereur alors qu'il voulait le diviniser. Lorgar prête alors serment aux dieux du Chaos, qu'il considère désormais comme les vrais dieux.
C'est dans ce contexte de plus en plus périlleux qu'est initiée l'hérésie qui ébranlera à jamais l'humanité. Sur la lune de la planète Davin, les partisans du Chaos tendent un piège à Horus et le blessent avec une épée volée sur une planète Xéno (extraterrestre) par le chapelain Erebus de la légion des Word Bearers. Cette arme, probablement modifiée par les puissances du Warp, est celle appelée la « Tueuse de Primarques » ou « l’Anathème ». Sous l'impulsion d'Erebus, le Maître de Guerre est soigné au sein de la Loge du Serpent, une organisation secrète chaotique. Erebus emmène alors Horus dans le temps, via le Warp, et lui fait entrevoir un passé et un avenir qu'il ne peut supporter. Malgré les avertissements transmis à travers le Warp par son frère Magnus le Rouge, Horus finit par succomber aux arguments du Chaos et se rallier à sa bannière.
Petit à petit, les forces du Chaos influencent sournoisement une partie sans cesse croissante de l'Imperium, pervertissant ses troupes ainsi que ses alliés, tel l'Adeptus Mechanicus de Mars dont la moitié de l'effectif est en fin de compte corrompue. Pourtant, parmi la masse des pervertis, nombreux sont ceux à n'avoir pas conscience d'être influencé par le Chaos, et beaucoup pensent que leurs intentions sont louables.
Le tournant des évènements a lieu sur le système planétaire d'Istvaan. Un jour, le commandeur de la planète Istvaan III (corrompu par le Chaos) déclare soudainement l'indépendance de son système. Informé, l'Empereur décide d'envoyer là-bas Horus afin de « pacifier » la région. C'est pour le coup une situation quasi unique : quatre légions Space Marines (une force énorme) sont envoyées vers Istvaan III dans le seul but de s'occuper du problème. Il s'agit des Son of Horus, des World Eaters, des Emperor's Children et de la Death Guard.
Mais l'Empereur ignore que ces quatre légions sont en réalité déjà passées sous l'influence du Chaos. En effet, bien qu'Horus agisse comme s'il était toujours fidèle à l’Imperium, il manipule en coulisses les choses pour anéantir les forces loyalistes. En raison d'une mauvaise communication d'informations entre les Space Marines loyalistes, leurs commandants ont du mal à se rendre compte de l'ampleur des événements. Les Primarques renégats en profitent alors pour y réaliser une purge du reliquat des hommes restés encore fidèles à l'Empereur. Ils n'envoient vers Istvaan III que cette fraction de leurs troupes et, dès leur arrivée, ceux-ci sont bombardés puis exterminés par les forces renégates d'Horus.
Le capitaine Nathaniel Garro (le commandant de la 7e compagnie de la Death Guard), l'un des rares survivants de la trahison d'Horus, réussit à s'enfuir à bord du vaisseau Eisenstein en orbite autour d'Istvaan III et court prévenir l'Empereur de la trahison du Maître de Guerre. Cette terrible nouvelle ébranle profondément l'Empereur, choqué par l'ampleur de la rébellion et par la trahison de son fils favori. En représailles, il envoie sept de ses légions toujours fidèles combattre Horus et son armée. Cette force se dirige vers la planète Istvaan V, là où s'est retranché le Maître de Guerre renégat. Mais, au même moment, certains secteurs de l'Imperium, profitant de l'agitation régnant au sein de l'empire, déclarent eux aussi leur sécession ou bien se rallient ouvertement aux forces du Chaos.
Sur Istvaan V, les Space Marines loyalistes envoyés combattre Horus subissent une âpre défaite : peu habitués à combattre d'autres Space Marines, ils sont presque totalement anéantis lorsque quatre des sept légions envoyées par l'Empereur — les Word Bearers, les Iron Warriors, l'Alpha Legion et les Night Lords — trahissent à leur tour l'Imperium. Les Salamanders, la Raven Guard et les Iron Hands, restés loyaux, se font massacrer par la coalition à la solde du Chaos. Les Thousand Sons rejoindront plus tard les forces d'Horus.
À la suite de la bataille d'Istvaan, et sur la totalité de la flotte loyaliste partie combattre Horus, seule une poignée d'hommes parviennent à survivre et à retourner sains et saufs sur Terra. Ils réussissent cependant à rapporter avec eux suffisamment d'implants génétiques pour que les légions Space Marines puissent être quand même reconstituées un jour.
En tout et pour tout, Horus contrôle maintenant neuf légions Space Marines, soit le tiers de la flotte impériale. De plus, en profitant de son titre de Maître de Guerre, il a astucieusement réparti le reste des légions loyalistes de la manière la plus avantageuse pour lui, afin qu'elles ne le gênent pas lors de sa rébellion. Par exemple, la légion des Ultramarines est affectée à l'autre bout de la galaxie, loin de Terra.
Alors que la guerre fait rage un peu partout dans l'Imperium, des préparatifs sont engagés pour transformer Terra en un camp retranché géant, ceux-ci étant supervisés par l'Empereur lui-même. En effet, ce dernier est persuadé que les renégats viendront tôt ou tard faire le siège de la planète-mère de l'Imperium. À ses côtés se trouvent Rogal Dorn, le Primarque des Imperial Fists et Sanguinius, le primarque des Blood Angels. De plus, Jaghataï Khan, le Primarque des White Scars, prépare ses troupes à l'affrontement.
Les forces rebelles finissent par converger vers Terra et arrivent bientôt en vue du palais de l'Empereur. Dès le début des hostilités, une partie des défenseurs du palais passe soudainement au côté des forces du Chaos. La bataille fait rage mais, au fur et à mesure que les combats se déroulent, les troupes loyalistes sentent confusément que la défaite est proche, d'autant que des unités de Titans (des robots de combat géants) du Chaos se déploient sur le champ de bataille et que des démons majeurs du Chaos affluent en masse au combat. Les défenseurs sont terrifiés de voir que, parmi leurs adversaires, se trouvent tant de leurs anciens alliés, maintenant totalement corrompus par le Chaos qui a envahi leurs âmes comme leurs corps.
Le Primarque renégat Angron s'avance alors, et somme les troupes loyalistes de se rendre en leur affirmant que l'Empereur est trop faible et que le Chaos ne peut être vaincu. À ces mots, beaucoup de défenseurs sentent faillir leur détermination. C'est à cet instant que le Primarque Sanguinius fait son entrée, juste à temps, à la tête de ses troupes. Les deux Primarques, anciennement frères mais dorénavant ennemis, se toisent du regard dans une joute silencieuse. Finalement, Angron fait demi-tour et, rejoignant son camp, déclare aux siens que personne ne se rendra.
Les combats reprennent alors de plus belle sous la surveillance d'Horus, qui assiste à la scène du haut de sa barge de bataille (son vaisseau) située en altitude, qui lui fait office d'observatoire privilégié. Il sait qu'il faut que l'assaut finisse au plus vite, avant que les renforts loyalistes ne puissent arriver et rendre sa victoire incertaine. Les combats se poursuivent alors pendant des jours et des jours sans discontinuer. Les troupes du Chaos avancent pas à pas, de manière irrésistible, mais au prix de lourdes pertes dans leur camp, comme dans celui des défenseurs.
Les combats font maintenant rage dans le palais. Les défenseurs luttent pied à pied contre les forces renégates alliées au Chaos. Preuve de l'intensité des combats, le Primarque Sanguinius se voit contraint de défendre à lui seul une des portes du palais contre un Buveur de sang, un démon majeur du Chaos. Le Primarque, épuisé par des jours de lutte ininterrompus, manque de peu de perdre le combat, mais réussit finalement à repousser la créature démoniaque, refermant alors le dernier passage vers l'intérieur du palais.
Le Primarque Rogal Dorn est alors téléporté avec ses troupes dans le Palais de l'Empereur afin d'aider à l'ultime défense. Sa barge de bataille personnelle est envoyée pour aller chercher le Primarque des White Scars, Jaghataï Khan, mais celle-ci est abattue par les forces du Chaos avant d'arriver à destination. Dans un ultime acte de défi, le capitaine du vaisseau fait s'écraser l'imposante barge de bataille en plein milieu des armées ennemies. L'explosion des réacteurs à plasma du vaisseau génère un cratère de 300 kilomètres de diamètre, pulvérisant toute forme de vie dans cette zone… Cependant, malgré ce sacrifice glorieux et désespéré, Horus est sur le point de triompher…
Horus apprend que des renforts des légions Space Wolves et Dark Angels sont dépêchées sur Terra à la rescousse des assiégés. Il sait que s'ils arrivent à temps, l'assaut peut être arrêté. Pour empêcher ce désastre, le Maître de Guerre renégat fait couper toutes les lignes de communication physiques et psychiques qui relient l'Imperium à Terra, pour que l'Empereur n'en sache rien. Puis, il fait abaisser les boucliers de sa barge de bataille. Aussitôt, sa présence est révélée à l'Empereur, dans un défi mûrement calculé de la part d'Horus : il sait, comme son adversaire, que si son ennemi est tué lors de ce duel, les troupes du vaincu perdront courage et alors le camp adverse sera quasi certain de gagner la bataille, et par la suite la guerre.
Sans hésiter, l'Empereur relève le défi et, avec Sanguinius et Rogal Dorn, appuyés par des unités Blood Angels et certains Imperial Fists, il se téléporte sur la barge de bataille du Primarque renégat. Mais le groupe arrive en ordre dispersé sur le vaisseau ennemi et Sanguinius est le premier à se trouver face à face avec Horus. Il semble que, grâce à ses dons de voyance, Sanguinius sut qu'affronter son frère déchu lui coûterait la vie. Étant lui aussi persuadé de sa victoire, Horus offre à Sanguinius de le rejoindre. Mais le Primarque ailé a le courage de refuser cette proposition. La lutte fratricide s'engage alors ; pourtant, l'issue du duel ne fait pas de doute et bientôt Horus, victorieux, met à mort son frère. Cependant, le sacrifice de Sanguinius n'aura pas été vain et permettra à l'Empereur de triompher…
Celui-ci apparaît quelque temps après devant Horus, et le formidable combat à mort entre les deux antagonistes peut enfin commencer. L'affrontement est terrible et impitoyable, les deux adversaires usant de tous leurs pouvoirs, se combattant aussi bien physiquement que psychiquement. Déployant sa puissance, Horus inflige d'atroces blessures à l'Empereur, mais celui-ci fait front et, grâce à l'intervention inattendue d'un marine isolé, contre-attaque et blesse violemment son ancien Primarque. Au terme d'une lutte épique, le Maître de Guerre, finalement vaincu, est jeté à terre par l'Empereur.
L'onde de choc de la mort d'Horus est énorme : les forces démoniaques abandonnent immédiatement l'espace matériel ; de leur côté, les légions Space Marines corrompues par le Chaos se battent jusqu'à la mort ou s'enfuient, réalisant soudainement que pour eux c'est la fin. À ce moment, une partie des troupes renégates, encore peu influencées par le Chaos, est libérée de son asservissement. Ces hommes reprennent alors le combat au côté des forces impériales et tentent de racheter leur trahison en se sacrifiant. L'armée des Primarques renégats s'enfuit, laissant le reste de ses alliés se faire exterminer par les troupes loyalistes maintenant victorieuses.
À la suite de son combat contre Horus, l'Empereur gît sur le sol, mortellement blessé. Il est retrouvé par le Primarque Rogal Dorn qui arrive alors que le duel vient juste de se terminer. La légende veut que ses pleurs furent entendus jusqu'à la surface de Terra… Par la suite, c'est lui qui déposera le corps brisé du Seigneur de l'humanité sur le Trône d'or de Terra (une crypte générant un champ de stase protecteur, une machine de survie située dans son palais) d'où l’Empereur, même privé de son corps, règne depuis sur l'Imperium par la pensée grâce à la force de sa volonté. De son trône et depuis des centaines et des centaines d'années, sa dépouille pourrissante enveloppe et protège l’humanité face à une galaxie hostile, tel un fanal de lumière au milieu de ténèbres insondables,.
Après la mort d'Horus, la rébellion prend fin. S'ensuit une longue et violente « purge » des traîtres pendant de longues années, tandis que l'Empire se reconstruit. Les forces renégates survivantes fuient vers l'Œil de la Terreur (dans le Warp) où elles se cachent pour attaquer l'Imperium.
Bien que le conflit ait duré moins d'une décennie, celui-ci a eu des conséquences dévastatrices pour l’Imperium, la victoire ayant coûté cher aux troupes loyalistes.
- Il faut sept années pour que les dernières troupes hérétiques encore présentes dans l'Imperium n'en soient définitivement chassées. Elles se réfugient dans l'Œil de la terreur (dans le Warp), mais l'humanité n'est pas assez puissante pour les y poursuivre. Toute trace de ces renégats est effacée des registres des archives impériales (damnatio memoriae).
- Pour que personne n'ait jamais plus une aussi grande puissance de frappe qu'Horus, les légions Space Marines sont divisées en « Chapitres » d'environ 1 000 Marines, sans compter les autres changements inscrits dans le Codex Astartes, rédigé par le Primarque Roboute Guilliman.
- L'Adeptus Ministorum (l'Ecclésiarchie) est fondé, ainsi que l'Inquisition, afin de lutter contre la corruption du Chaos. L'Empereur devient le seul dieu de l'humanité.
- Les Primarques prennent également les choses en main, et créent le Conseil des Hauts Seigneurs de Terra.
- Les soldats de la Garde impériale sont envoyés par milliards dans le système planétaire de Cadia, soutenus par des troupes de l'Inquisition, afin de bloquer la seule route stable qui permettrait aux forces du Chaos de pouvoir sortir de l'Œil de la Terreur.

### Ordre de lecture
Le graphique ci-dessous a été élaboré de manière à proposer un ordre de lecture évitant les spoilers. Il contient l'ensemble des œuvres (pouvant être reliées) publiées dans les divers formats existants.
Certains titres sont restés en anglais puisque aucune publication en français n'a encore vu le jour. L'image étant très grande, il est déconseillé de l'ouvrir sur mobile. La charte des couleurs sui celle de l'article en ajoutant certaines nouvelles et audiobooks aux arcs narratifs existants.
Avec cet organigramme, vous pourrez lire l’Hérésie d’Horus de différentes façons :
1. Les Liens primaires, secondaires ou tertiaires (l’objectif premier de ce graphique)
2. En fonction des factions qui vous intéressent (couleurs de factions)
3. En fonction des zones de conflits qui vous intéressent (cadres des zones de conflits)
4. Si vous ne vous souciez pas des spoilers, en ne lisant que les événements essentiels et majeurs de l'Hérésie d'Horus.

Cet organigramme contient tous les romans, nouvelles, ebooks, novella et audiobooks de la série principale publiés à cette date, ainsi que tous les romans et novella de Siege of Terra. Pour les séries Primarchs et Characters, seules certaines œuvres sont incluses.

Graphique Ordre de l'Hérésie d'Horus - Black Librarium V3.0-VF.

### En Français

#### Série principale
| Rouge                         | Turquoise            | Noir            | Orange                | Violet      | Gris Clair           | Bleu Gris                           |
| Recueil de nouvelles          | Tétralogie de départ | Arc Dark Angels | Arc Imperium Secundus | Arc Garro   | Arc White Scars      | Diptyque Thousand Sons/Space Wolves |
| Marron                        | Kaki                 | Vert            | Arc Imperium Secundus | Gris Foncé  | Rose                 | Jaune                               |
| Arc Word Bearers/Ultramarines | Arc Raven Guard      | Arc Salamanders | Arc Imperium Secundus | Arc Tallarn | Arc Emperor Children | Arc Imperial Fists                  |

Note :
- La fin de la saga est publiée sous la série Siege of Terra (Voir Série Siege of Terra)
- En compensation du découpage du livre Vengeful Spirit (tome 29) en deux parties en français, la première partie contient les nouvelles Luna Mendax et The Devine Adoratrice.
- Le livre Garro (tome 42) compile les audios Garro: Oath of Moment, Garro: Legion of One, Garro: Sword of Truth, Garro: Shield of Lies, Burden of Duty, Garro: Ashes of Fealty ainsi que la novella Garro: Vow of Faith. Il ne s'agit pas à proprement parler d'un recueil de nouvelles étant donné que les textes ont été retravaillés et qu'il y a de nouveaux chapitres. Cela s'apparente plus à une novélisation.
- À partir de 2016 des Intégrales regroupant plusieurs tomes et des nouvelles sont parues, ces intégrales regroupent trois tomes à chaque fois selon leur numérotation dans la série.

#### SérieSiege of Terra
À la suite de La dague enfouie, Black Library conclut l'Hérésie d'Horus en lançant une mini-série de huit romans, intitulée Siege of Terra. Chaque tome, écrit par des auteurs emblématiques de la série principale, relate l'avancée des traîtres vers le Palais impérial, et la confrontation finale avec l'Empereur.
Le 31 août, Games Workshop annonce que le dernier livre, écrit par Dan Abnett, sera divisé en deux tomes.
En plus des huit livres principaux, Black Library a annoncé un nombre indéterminé de novellas, explorant des aspects plus précis du Siège :
1. Sons of the Selenar (Graham McNeill) - 04/2020 ;
2. The Fury of Magnus (Graham McNeill) - 08/2020 ;
3. Garro : Knight of Grey (James Swallow) - 12/2022.

Les deux premières ont été incluses dans le recueil Les Fils Brisés, et la dernière a été introduite en français dans Les Flammes de la Trahison. Ce recueil de différents auteurs fait figure de conclusion au Siège, terminant certaines storylines et posant les fondations d'autres qui seront explorées dans la série suivante.

#### SérieThe Scouring
Annoncée à l'été 2025, la série The Scouring prendra la suite du Siège pour explorer l'Imperium fragilisé par l'Hérésie en elle-même. 
| Tome | Titre Français            | Auteur(s)     | Date de Parution Française | Isbn (français) | Titre Anglophone      | Date de Parution Anglophone |
| ---- | ------------------------- | ------------- | -------------------------- | --------------- | --------------------- | --------------------------- |
| I    | Les Cendres de l'Imperium | Chris Wraight | 29/09/2025                 | 978-1804078150  | Ashes of the Imperium | 2025                        |
|      |                           |               |                            |                 |                       |                             |

#### Synopsis

##### Livre 1 à 10
1. L'ascension d'Horus :
Où sont plantées les graines de l'Hérésie
L'Ascension d'Horus est le premier tome de l’Hérésie d’Horus et commence au tout début du 31e millénaire pendant la 203e année de la Grande Croisade dans l’univers de Warhammer 40 000.
Il dépeint la montée au pouvoir d’Horus Lupercal, primarque de la légion Space Marines des « Luna Wolves », fils favori de l’Empereur de l’Humanité. L’Empereur l’a récemment nommé Maitre de Guerre, commandant en chef des forces militaire Impériales, et lui a confié les rênes de la Grande Croisade. Pendant ce temps l’Empereur retourne sur Terra pour mener à bien un projet secret dont même Horus n’a pas connaissance. Ce roman se concentre sur Garviel Loken, capitaine de la dixième compagnie des Luna Wolves. Il devient membre du Mournival, un groupe de guerrier proche d’Horus ayant pour mission de le conseiller. Il participe aux campagnes de la Grande Croisade contre les xenos et les humains refusant de rejoindre l’Imperium. Ce roman montre les prémices des tensions menant à l’Hérésie dans l’Imperium naissant, tensions exacerbées par l’absence de l’Empereur, on retrouve ces thèmes dans les livres suivant.
2. Les Faux Dieux :
Où l'Hérésie prend racine
Les Faux Dieux reprend l’histoire quelques semaines après la fin de l’Ascension d’Horus et raconte l’histoire de la chute d’Horus. Dans une conspiration compliquée mise en œuvre par le Chaos, Horus est mortellement blessé lors d'une mission de la Croisade par une arme étrange imprégnée par le Chaos. Dans une action désespérée de ses lieutenants pour assurer sa survie (et contrairement à la doctrine impériale), il est emmené dans un temple qui a la réputation de permettre la guérison. Cependant, le temple est au service du Chaos, et la guérison d’Horus le rend sensible à l'influence du Chaos. Il se retourne finalement contre son « père », l'Empereur, et met en mouvement toute l'hérésie. Ce roman souligne encore les tensions institutionnelles et personnelles qui accompagnent l’ascension de l'Imperium comme puissance dominante de la galaxie. Ces dissensions existent aussi parmi les Primarques et Légions. Les défauts des personnages sont manipulés par le Chaos dans ce livre et dans les suivants. Une partie de l’histoire se concentre sur l'influence croissante - dans les expéditions de la croisade et dans l'Imperium - d'un culte religieux interdit, dont les membres adorent l'Empereur comme un dieu.
3. La Galaxie en Flammes :
Où l'Hérésie se révèle
La Galaxie en Flammes continue l'histoire de l'hérésie, en commençant juste après la fin des Faux Dieux. Il décrit la descente du Maître de Guerre corrompu dans la folie, ce qui engendrera bientôt une guerre civile à l'échelle de la galaxie mettant brutalement fin à la Grande Croisade et subvertissant ses objectifs et ses idéaux. Horus planifie secrètement sa rébellion en cherchant des alliés parmi les Primarques, leurs Légions et les autres organisations et personnalités de l'Imperium. Le roman détaille la première action de rébellion ouvertement déclarée de l'hérésie, l'élimination des « loyalistes » restants dans les rangs des légions « traîtresses » et des autres forces rebelles. Ceci se produit principalement dans le système stellaire fictif d’isstvan, spécifiquement sur et autour de la planète Isstvan III ; Les vaisseaux loyalistes sont soumis au feu rebelle dans l'espace environnant, tandis que sur la surface de la planète des éléments pro-empereurs de plusieurs légions rebelles des unités de l'armée impériale s'opposent ouvertement aux traîtres. Une conclusion explosive à cette trilogie sur Horus et les Luna Wolves.
4. La Fuite de l'Eisenstein :
L'Hérésie s'étend
La Fuite de l'Eisenstein suit le parcours de l'Eisenstein, une frégate de la 14e légion Space Marine, la « Death Guard », commandé par le Capitaine Nathaniel Garro de la 7e compagnie – un des seuls officier d’une légion traitresse à être resté fidèle à l’Empereur. Le roman décrit la fuite de l'Eisenstein d’Isstvan III et son voyage périlleux à travers la galaxie et sa tentative d’atteindre Terra pour avertir de la Trahison d’Horus. Garro et ses hommes doivent affronter des horreurs venues du warp. Arriveront-ils jusqu’à Terra ?
5. Fulgrim :
Portrait d'une trahison
Le roman Fulgrim se concentre sur le personnage éponyme de Fulgrim, primarque de la 3e légion, les « Emperor’s Children ». Le roman se concentre plus particulièrement sur la corruption de ce primarque et de sa légion. Cela se passe à peu près au même moment que Les Faux Dieux (tome 2)
Fulgrim doit faire face à une mystérieuse prophétie Eldar.
Le Primarque Ferrus Manus et ses Space Marines "Iron Hands" (la 10e légion) jouent également un rôle important dans le roman, et plusieurs autres Primarques et Légions font des apparitions. Après une ellipse, le roman décrit la seconde bataille de l’hérésie, celle d’Isstvan V (une planète du système Isstvan). La bataille révèle l'ampleur et la férocité de la rébellion.
6. Le Retour des Anges :
Loyauté et Honneur
Le Retour des Anges est une histoire pré-hérésie qui se conclut environ 50 ans avant le début de ce conflit. Il introduit la légion Space Marines des "Dark Angels" (la 1re légion) et leur Primarque, Lion El'Jonson. L'histoire est principalement racontée du point de vue de Zahariel El'Zurias, originaire de Caliban (une planète de Warhammer 40 000). Caliban est une planète isolée et peu technologique qui ressemble à un monde fantastique médiéval; Le récit détaille ce cadre fantastique, avec une approche unique dans la série. Zahariel est introduit dans l'histoire comme Aspirant de l'Ordre, une organisation de chevaliers techno-barbares. La première moitié du roman se déroule sur Caliban et couvre les batailles finales de l'Ordre sous la direction du Lion, le futur Primarque. La seconde partie du livre décrit l'unification de Caliban avec l'Imperium ainsi que les actions des Dark Angels pendant les premières années de la Grande Croisade. Dans cette partie de l'histoire, Zahariel, sélectionné comme aspirant Space Marine, est accepté comme un Néophyte. Un futur schisme au sein de la Légion est également indiqué dans cette section du livre.
7. Légion :
Secrets et Mensonges
Légion présente « l’Alpha Legion » la 20e et dernière à être formée. C'est la plus secrète, la plus subtile et la plus insondable de toutes les légions; Son secret le mieux gardé est la vraie nature de son Primarque Alpharius. Le livre se concentre également sur une unité de l'armée impériale, comportant plusieurs hommes et femmes officiers et leurs unités. Un autre facteur important dans le roman est la Cabale, une organisation mystérieuse, ancienne et interespèces opposée au Chaos. Un des personnages principaux est un agent humain de la Cabale, John Grammaticus. L'histoire se déroule sur une période d'environ six mois, à peu près deux ans avant le début de l'hérésie; Il décrit les événements qui finiront par conduire l’Alpha légion à soutenir Horus.
8. La Bataille des Abysses :
Mon frère, mon ennemi
La Bataille des Abysses se concentre sur l'invasion d’Ultramar, royaume stellaire des inébranlables Ultramarines (la 13e légion), par les renégats. Au début de l'hérésie, la Légion traitresses des Words Bearers est chargée d'organiser et de mener l'invasion; Ils envisagent d'utiliser un immense vaisseaux spatial dénommé le Furious Abyss pour diriger l’attaque surprise. Le commandement du vaisseau est confié au capitaine Zadkiel.
Le commandant de flotte et capitaine de la 7e compagnie des Ultramarines Cestus et ses hommes prennent conscience du véritable objectif du Furious Abyss et s'engagent dans une longue poursuite ; ils chercheront à empêcher l’immense vaisseau de participer à l'invasion et d'atteindre la planète centrale d’Ultramar, Macragge.
9. Mechanicum :
Le savoir c'est le pouvoir
Mechanicum est le premier livre de la série à ne pas se concentrer sur les Primarques ou les Space Marines. Au lieu de cela, il traite de l’arrivée de la guerre civile sur Mars. La planète est le siège du Mechanicum, une technocratie alliée de l’Imperium, responsable de la conception, de la construction et de l'entretien de toute la technologie militaire et civile impériale. En planifiant sa campagne contre l'Imperium, Horus obtient l'allégeance secrète de certains Adeptes des hautes sphères du Mechanicum.
La guerre qui s'ensuivra déterminera qui des rebelles ou des loyalistes recevront le soutien crucial du Mechanicum.
10. Chroniques de l'hérésie :
La Corruption se répand
Chroniques de l'hérésie est un recueil de nouvelles qui introduit de nouveaux protagonistes comme les Custodes et les sœurs du silence. D’autres nouvelles élargissent la vision de l’Hérésie, avec de nouvelles perspectives. La plupart des histoires ont lieu durant l'hérésie. Il comprend deux histoires qui se déroulent sur Terra, dont une qui se passe bien avant l'Hérésie. Une autre histoire raconte la prise de commandement de sa légion des « Worlds Eaters » par le primarque Angron. Le livre contient sept histoires par divers auteurs; plusieurs histoires se rapportent à des romans à part entière dans la série (voir l’ordre de lecture).

##### Livre 11 à 20
11. Les Anges Déchus :
Manipulations et Trahisons
Les Anges Déchus poursuit l'histoire des Dark Angels commencée dans Le Retour des Anges (tome 6), environ 50 ans avant l'hérésie. Il raconte deux histoires : une consacrée à la lutte du primarque Lion El'Jonson et d’un petit groupe de Dark Angels pour le contrôle d’un monde-forge (une planète consacrée à la fabrication, en particulier d’armes) aux forces d'Horus; L'autre est l'histoire de Luther (le bras droit de Lion El'Jonson), de Zahariel El'Zurias et d’un contingent Dark Angels renvoyé sur Caliban, le monde d'origine des Dark Angels. Ils vont devoir lutter contre une insurrection grandissante sur leur planète.
12. Un Millier de Fils :
Tout n'est que poussière
Un Millier de Fils raconte l'histoire du primarque Magnus de la 15e légion de Space Marines, les "Thousand Sons". Cette histoire se déroule avant l’Hérésie. Ce roman est la première partie d’un diptyque dont la deuxième moitié est Prospero Brûle (tome 15). Après une réprimande de l'Empereur pour s’être livré à la sorcellerie, Magnus et sa Légion continuent secrètement à étudier ces arts interdits. C’est alors que Magnus apprend par la sorcellerie la trahison imminente de son frère Horus. Il essaie, par la sorcellerie, de prévenir l'empereur, croyant que la gravité des nouvelles justifie sa désobéissance. En réponse à cela l'empereur ordonne à Leman Russ, Primarque de la 6e légion (les « Space Wolves »), d’aller châtier les Thousand Sons sur leur monde d’origine, Prospero.
13. Némésis :
Guerre dans l'ombre
L’intrigue de Nemesis se passe environ deux ans après les événements d’Isstvan V décrits dans Fulgrim (tome 5). Il montre un autre aspect de cette guerre, la guerre de l’ombre et les opérations secrètes entreprises de part et d’autre afin d'influencer le conflit. Plus précisément, il traite d'une opération de l'Officio Assassinorum (une organisation impériale secrète) pour éliminer Horus. Une « Force d'exécution » composée d'agents de toutes les disciplines de l'Officio est assemblée, elle est dirigée par le tireur d'élite Eristede Kell. Dans le camp opposé, à la suite de plusieurs tentatives infructueuses contre la vie d'Horus, un officier des Words Bearer décide d’envoyer un assassin hautement spécialisé avec pour objectif de tuer l’Empereur
14. Le Premier Hérétique :
Corruption
Le Premier Hérétique détaille la chute du Primarque Lorgar et de la 17e légion Space Marine, les « Word Bearers » vers le chaos. Des décennies avant le début de la rébellion, ils deviennent hérétiques par rapport à la Vérité impériale en introduisant le culte religieux. Il en résulte une censure publique et humiliante de Lorgar et de toute la Légion assemblée, par l'Empereur lui-même. Lorgar vacille ensuite dans le chaos sous l’influence de deux de ses plus fidèles lieutenants. L'histoire est largement racontée du point de vue d'Argel Tal, un capitaine des Words Bearer. Il s'étend sur plusieurs décennies, commençant 43 ans avant les événements d’Isstvan V (tome 5) et se concluant peu de temps avant La Bataille de Calth (tome 19).
15. Prospero Brûle :
Les Loups sont lâchés
Prospero Brûle est la deuxième moitié d’un diptyque dont le premier tome est Un Millier de Fils (tome 12). Ces deux parties suivent une chronologie et un point de vue différent, mais traitent d’un même évènement. L'histoire commence plus d'un siècle avant la mission des Space Wolves sur Prospero. L’intrigue est présentée du point de vue de Kasper Hawser skjald de la 3e Compagnie de la Légion des Space Wolves. Le Chaos tente d'exploiter les faiblesses des Primarques et de leurs Légions afin de les opposer les uns aux autres, le résultat final étant la confrontation sur Prospero. Tandis que cette confrontation a lieu la trahison d’Horus se révèle dans La Galaxie en Flamme (tome 3). Le roman traite également de la planification de l'Hérésie par le Chaos et ses forces.
16. L'Âge des Ténèbres
L'Âge des Ténèbres est un recueil de neuf nouvelles de divers auteurs. Ils ont lieu pendant la période de sept ans entre Isstvan V (tome 5) et la conclusion de la campagne d'Horus. Les histoires présentent différentes facettes du conflit, alors que la suspicion, l'insécurité et la paranoïa se répandent dans la galaxie à la suite de la trahison du Maître de Guerre. Les sujets incluent notamment : un Primarque se préparant pour la fin de l'Imperium; Un traître qui renverse une planète Impériale par des techniques de guerre psychologique; Un Space Marine loyaliste d’une légion traîtresse tient une forteresse contre ses frères renégat. Plusieurs des histoires incluses sont liées par la continuité ; Certains sont aussi des préquelles ou des séquelles à des histoires dans d'autres livres de série, voir l’Ordre de lecture pour plus de précision.
17. Les Morts Oubliés :
La vérité est à l'intérieur
Les Morts Oubliés est le premier roman de la série à se dérouler presque entièrement sur Terra. Il couvre une période relativement courte, commençant plusieurs mois avant la visite psychique de Magnus au Palais Impérial (tome 12), et se conclut plusieurs mois après cet événement. Le personnage principal de l'histoire est Kai Zulane, précédemment un astropate impérial doté attaché à la Légion des Ultramarines. Il devient involontairement le gardien d'un secret qui pourrait décider de l’issue de la guerre civile galactique. Une autre intrigue implique "morts oubliés" sont d'autres protagonistes : un petit groupe disparate de Space Marines soupçonnés d’être des traîtres.
18. Délivrance Perdue :
Les Fantômes de Terra
Délivrance Perdue se concentre principalement sur les actions du primarque Corvus Corax et de la 19e légion Space Marine, les "Raven Guard", pendant l'année qui suit le massacre du site d’atterrissage (tome 5). L'histoire commence environ trois mois après le massacre du site d’atterrissage, avec le sauvetage inespéré de Corax et les restes de sa Légion. Arrivant à Terra quelques mois après les événements décrits dans The Outcast Dead, Corax va chercher à convaincre l'Empereur de lui communiquer les connaissances et les matériaux qui peuvent accélérer la reconstruction de sa Légion. La deuxième partie du roman se concentre sur les actions de guerilla mené par Corax contre l’Alpha legion. Le roman présente aussi la réapparition de La Cabale (tome 7), et d'autres personnages bien connus.
19. La Bataille de Calth :
Ils ne connaîtront pas la peur
La Bataille de Calth fait suite aux conclusions de La Bataille des Abysses (tome 8) et Le Premier Hérétique (tome 14) et fait converger leurs intrigues. Le roman traite de l'attaque surprise des rebelles sur Calth, un des systèmes principaux de l’empire d’Ultramar. L’assaut est mené par la Légion des Words Bearers révélant pleinement leur traitrise. La mission rebelle a des objectifs au-delà de simplement porter un coup paralysant à la Légion des Ultramarines et au système de Calth; Ses objectifs peuvent affecter toute l’Hérésie. Le Primarque Roboute Guilliman et ses Ultramarines ne sont pas préparés à l'invasion : c'est une guerre totale, sanglante, avec des rituels occultes, des tactiques de terre brûlée et une influence considérable du Chaos.
20. Les Primarques
Les Primarques est un recueil de quatre nouvelles d'auteurs différents, chaque histoire se concentrant sur l'un des primarques. À la suite des évènements d’Isstvan V (tome 5), Fulgrim perversement habilité par sa propre corruption, révèle sa vraie nature et ses plans aux officiers de sa légion. Au cours d'une campagne de la Grande Croisade contre les énigmatiques Eldars, Ferrus Manus, déjà assailli par des rêves inquiétants, est soumis par des sorciers étrangers à des visions affreuses, porteuses d’avertissements sur son avenir. Avec la révolte d'Horus et les événements d'Isstvan V, Lion El'Jonson doit accepter la réalité du Warp et décider d'un plan d'action pour ses Dark Angel. Le Primarque de l’Alpha Legion est impliqué dans une opération de contre-espionnage unique qui va bien plus loin que leurs opérations habituelles.

##### Livre 21 à 30
21. Signus Daemonicus :
L'ange Tombe
Signus Daemonicus décrit une opération des forces du Chaos visant à rallier le Primarque Sanguinius et la 9e légion Space Marine, les « Blood Angels », à leur cause. Pour cela, le Chaos compte profiter d'un défaut génétique dans l'ADN de Sanguinius et de la Légion. Tandis que l'hérésie se met en place, Horus dont la trahison n’a pas encore éclaté, ordonne à toute la 9e légion et à son primarque de se rendre dans un système d'étoiles éloigné. Là, ils se retrouvent pris au piège, et vont devoir affronter les terribles démons de Khorn. Au cœur de cette bataille entre anges et démons, le primarque Sanguinius va devoir affronter le prince démon Ka'Bandha.
22. Les Ombres de la Traitrise
Les Ombres de la Traitrise est un recueil qui rassemble cinq nouvelles. La plupart des histoires impliquent la 7e ou la 8e légion Space marine, respectivement les Loyalistes "Imperial Fists" et les traitres "Night Lords", ainsi que leurs primarque Rogal Dorn et Konrad Curze. D'autres légions et primarques sont également présentés, une des nouvelles se déroule sur Mars et met en lumière un des aspects de la trahison au sein du Mechanicum. Une des nouvelles concerne principalement une bataille spatiale entre une Flotte Loyaliste envoyée en représailles pour punir Horus à la suite des événements d'Isstvan III (tome 3) et une flotte Traitresse ; La nouvelle Le Prince des Corbeaux fait suite à la nouvelle le Lion (tome 20). Enfin la nouvelle Le Vol du Corbeau est la préquelle de Délivrance Perdue (tome 18).
23. L’Ange Exterminatus :
La chair et le Fer
Ce roman fait suite au roman Fulgrim (tome 5) puisque ce primarque est l’un des protagonistes principaux, c’est la première fois qu’on a le point de vue de Perturabo, primarque des Iron Warriors. L’Ange Exterminatus couvre une opération des Iron Warrior et des Emperor’s Children afin de récupérer une ancienne technologie xenos. Pourchassés par des survivants d’Isstvan V, ils vont devoir allier leurs forces pour être en mesure de libérer le pouvoir de l’Ange Exterminatus.
24. Félon :
Du Sang pour le Dieu du Sang
Félon renvoie la série dans les 500 mondes d’Ultramar; Le roman débute à peu près au même moment que La Bataille de Calth (tome 19). Contrairement à ce roman, Félon est présenté du point de vue des rebelles, en l'occurrence celui des légions des World Eaters et des Word Bearers. Le point de vue est souvent celui de Khârn, capitaine de la 8e compagnie des World Eaters et écuyer du primarque Angron. Dans une coopération fragile les deux légions traîtresses mènent une "croisade de l'ombre" ayant pour objectif de détruire les mondes d’Ultramars et d’isolé la puissante légion des Ultramarines.
25. La Marque de Calth
La Marque de Calth est un recueil de nouvelles dont toutes les nouvelles se concentrent sur le monde de Calth et fait suite aux romans La Bataille de Calth (tome 19) et Félon (tome 24).
26. Vulkan est Vivant :
À l'épreuve de l'enclume
Après le massacre d’Isstvan V (tome 5), les survivants de la Légion des Salamanders ont cherché longtemps leur primarque, mais en vain. En réalité Vulkan est retenu prisonnier par son frère dément, Konrad Curze. Comme la guerre se poursuit sans lui, tous les yeux se tournent vers Ultramar et le nouvel empire de Guilliman là-bas, et les fils de Vulkan sont attirés dans un complot insidieux pour mettre fin à l'hérésie par les moyens les plus sordides.
27. Imperium Secundus :
Une Lueur dans les Ténèbres
L'impensable est arrivé - Terra est tombé aux mains des forces du traître Horus ! Rien d'autre ne pourrait expliquer la disparition soudaine de la lumière de l'Astronomicon au cœur de l'Imperium, en tout cas c’est ce que pense Roboute Guilliman. Toujours pragmatiste et après la traîtrise des Word Bearers sur Calth (tome 19) et « la Croisade des Ombres » (tome 24) qui a dévasté les Cinq Cents Mondes Roboute Guilliman a rassemblé toutes ses forces à Macragge et a commencé la construction d’un nouvel empire connu sous le nom d’Imperium Secundus. Guilliman pourra-t-il ramener un semblant d’ordre au milieu de la débâcle ayant suivi Isstvan V et Calth ?
28. White Scars :
Une Légion Divisée
De tous les Légions Astartes, les White Scars de Jaghatai Khan restent les plus énigmatiques et les plus insaisissables. Né d'une civilisation qui glorifie l'honneur, la vitesse et la loyauté sans faille, leur allégeance est restée incertaine tandis que la galaxie est déchirée par la trahison d'Horus, et les deux camps envisage d'en faire des alliés pour la guerre à venir. Mais quand l’Alpha Légion lance une attaque simultanée contre les White Scars et les Space Wolves, le Khan doit décider une fois pour toutes s’il se tiendra avec l'Empereur ou le Maître de Guerre…
29. Vengeful Spirit :
volume un Les Fils de Lupercal et volume deux La Bataille de Molech
Autrefois l'étoile la plus brillante de l'Imperium et toujours le premier parmi ses frères, Horus entraîné les Légions Space Marine dans le conflit le plus sanglant que la galaxie ait jamais connu. Alors que leurs alliés font la guerre sur un millier de fronts différents, la XVIe légion descend sur le monde de Molech, monde appartenant à la maison Devine et forteresse principale de l'armée impériale. Les forces fidèles à l'empereur sont prêtes à défier le Maître de Guerre, mais qu’est-ce qui aurait pu attirer Horus sur une planète si bien défendue ?
30. La Damnation de Pythos :
De l'autre côté du voile
Au lendemain du massacre du site d’atterrissage à Isstvan V, une force composite d’Iron Hands, de Raven Guard et de Salamanders se regroupe sur un monde de mort apparemment insignifiant. Subissant les attaques de toutes sortes de créatures monstrueuses, ils trouvent l'espoir sous la forme de réfugiés humains fuyant la guerre. Mais lorsque les Space Marines découvre un sanctuaire dans les jungles de Pythos, une obscurité menace de les consommer tous … La Damnation de Pythos fait suite à la nouvelle Veritas Ferrum (tome 31).

##### Livre 31 à 40
31. L'Héritage de la Trahison :
Que brûle la galaxie
L'Héritage de la Trahison est un recueil de nouvelles, il contient dix-huit nouvelles, certaines de plus d’une centaine de page et d’autre d’une dizaine. Il regroupe beaucoup d’histoire publié en anglais sous divers format Audio, e-short, nouvelle exclusive, etc.
Ces nouvelles font pour la plupart office de préquelle ou de suite à d’autres nouvelles ou romans. Voir l’Ordre de lecture et la liste des nouvelles pour plus de précision.
32. Retour au Mont Deathfire :
Au Cœur de l'Orage
Retour au mon Deathfire fait suite à Vulkan est vivant (tome 26) et Imperium Secundus (tome 27).
Vulkan se trouve sous la forteresse d'Héra, et pourtant, beaucoup de ses fils refusent toujours de croire qu'il est vraiment mort. Après un sauvetage apparemment miraculeux par les Ultramarines, Artellus Numeon, une fois capitaine de la guarde Pyre, exhorte les autres Salamandres à quitter Macragge à ramener le corps de leur primarque sur leur monde d’origine de Nocturne - pour essayer de le faire renaître dans les flammes du Mont Feu Deathfire.
33. La Guerre Éternelle
La Guerre Éternelle est un recueil de nouvelles, il contient vingt-et-une nouvelles, certaines de plus d’une centaine de pages et d’autres d’une dizaine. Il regroupe beaucoup d’histoires publiées en anglais sous divers format Audio, e-short, nouvelle exclusive, etc.
Ces nouvelles font pour la plupart office de préquelle ou de suite à d’autres nouvelles ou romans. Voir l’Ordre de lecture et la liste des nouvelles pour plus de précision.
34. Pharos :
Une lumière s'éteint
Pharos fait suite au roman Imperium Secundus (tome 27) aux nouvelles Un Endroit sûr et plongé dans l’Ombre (tome 33) et les Lauriers de la résistance (tome 33)).
Alors que Roboute Guilliman et Sanguinius essayent de maintenir la cohésion de l’Imperium Secundus grâce au mystérieux Mont Pharos, sur la planète Sotha, les Night Lords s’apprêtent à y lancer un assaut.
35. L'Œil de Terra
L'Œil de Terra est un recueil de nouvelles, il contient seize nouvelles, certaines de plus d’une centaine de page et d’autre d’une dizaine. Il regroupe beaucoup d’histoire publié en anglais sous divers format Audio, e-short, nouvelle exclusive, etc.
Ces nouvelles font pour la plupart office de préquelle ou de suite à d’autres nouvelles ou romans. Voir l’Ordre de lecture et la liste des nouvelles pour plus de précision.
36. Le Chemin Céleste :
La fin de l'orage approche
Le Chemin Céleste fait suite à Fulgrim (tome 5) et à White Scars (tome 28). Après avoir choisi leurs camps la légion des White Scars a été engluée dans des batailles avec la Death Guard et les Emperor’s Childrens. Ils vont devoir se frayer un chemin jusqu’à Terra pour pouvoir participer à la confrontation finale.
37. La Guerre des Ombres
La Guerre des Ombres est un recueil de nouvelles, il contient quatorze nouvelles, certaines de plus d’une centaine de page et d’autre d’une dizaine. Il regroupe beaucoup d’histoire publié en anglais sous divers format Audio, e-short, nouvelle exclusive ect…
Ces nouvelles font pour la plupart office de préquelle ou de suite à d’autres nouvelles ou romans. Voir l’Ordre de lecture et la liste des nouvelles pour plus de précision.
38. Les Anges de Caliban :
Empereur et esclaves
Les Anges de Caliban est le troisième tome de la trilogie Dark Angel dont les deux premiers tomes sont Le Retour des Anges (tome 6) et Les Anges Déchus (tome 11).
Il fait aussi suite à Pharos (tome 34) et à plusieurs nouvelles Dark Angel : Gardien de l’Ordre (tome 31) , Par Ordre du Lion (tome 33) et Des Armes brutales (tome 16).
39. Prétorien de Dorn :
L'Alpha et l'Omega
Prétorien de Dorn est livre qui met en avant la VIIe Légion des Imperial Fists, en expliquant comment sont mises en place une partie des défenses du Système Solaire, 15 tomes avant le début de l'invasion par les forces d'Horus. C'est aussi le premier livre qui entre dans les détails de cette légion, ainsi que de son passé sur leur planète d'origine d'Inwit.
Le livre met également en avant la XXe légion, l'Alpha Légion, et les capacités d'infiltrations de ses agents humains et astartes.
Quatrième de couverture :
Rappelés de la Grande Croisade après Ullanor, Rogal Dorn et la VIIe légion sont nommés prétoriens de l'Empereur - mais ce n'est qu'une fois révélée la forfaiture du Maître de Guerre que l'importance de cette fonction se fait jour. À présent, le Système Solaire est attaqué pour la première fois depuis le début du conflit, et plusieurs des défenses censément inexpugnables établies par les Imperial Fists s'avèrent inadéquates. Alors que tous les regards sont fixés sur le péril aux portes de Terra, qui gardera Dorn contre l'ennemi intérieur ?
40. Corax

##### Livre 41 à 54
41. Le Maître de l'Humanité :
Guerre dans la toile
Premier roman centré sur la Légio custodes, garde personnelle de l'Empereur. Ces derniers quasi absents du conflit jusqu'à présent, se trouvent en réalité dans les tunnels sous Terra où un accès à la toile eldar se trouve. Si la toile était maitrisée par l'humanité, celle ci pourrait alors se passer des voyages dans le warp. Cependant, le message psychique délivré par Magnus le rouge à l'Empereur a détruit les protections placées par ce dernier, les tunnels ont donc été envahis par des créatures du warp. De fait, pour sauver le rêve de l'Empereur, la légio custodes s'est engagée dans les combats pour tenir l'accès de Terra à la toile. Ce roman est le premier à mettre en lumière la garde prétorienne de l'Empereur et ne fait suite à aucun autre, l'Empereur apparait aussi pour la première fois en personnage central d'un roman.
42. Garro
43. Les Légions Brisées
44. Le Roi écarlate
45. Tallarn
46. La Tempête de la Ruine
47. La Vieille Terre
48. Le Fardeau de la Loyauté
49. Le Fléau du Loup
50. Forgés par les Flammes
51. Esclaves des Ténèbres
52. Hérauts du siège
53. La Mort des Titans
54. La Dague Enfouie

##### Livres du Siege of Terra
1. La Guerre Solaire
2. Les Egarés et les Damnés
3. Le Premier Rempart
3,5. Saturnine
4. Les Fils brisés
5. Mortis
6. Le Faucon
7. Échos d'éternité
8. La Fin et La Mort - volume 1
9. La Fin et La Mort - volume 2
10. La Fin et La Mort - volume 3

#### SérieLes Primarques
À partir de 2016, la Black Library a lancé une série de romans où chaque tome se concentre sur un des dix-huit primarques avant le début de l'Hérésie d'Horus.
| Tome | Titre Français                            | Auteur(s)       | Date de Parution Française | Isbn (français)      | Titre Anglophone                   | Date de Parution Anglophone | Isbn (anglais)       |
| ---- | ----------------------------------------- | --------------- | -------------------------- | -------------------- | ---------------------------------- | --------------------------- | -------------------- |
| I    | Roboute Guilliman Le Seigneur d'Ultramar  | David Annandale | 10/2016                    | (ISBN 9781780303239) | Roboute Guilliman Lord of Ultramar | 10/2016                     | (ISBN 9781784964412) |
| II   | Leman Russ Le Loup Suprême                | Chris Wraight   | 01/2017                    | (ISBN 9781780303291) | Leman Russ The Great Wolf          | 01/2017                     | (ISBN 9781784964498) |
| III  | Magnus le Rouge Le Maître de Prospero     | Graham McNeill  | 04/2017                    | (ISBN 9781780303338) | Magnus the Red Master of Prospero  | 04/2017                     | (ISBN 9781784965006) |
| IV   | Perturabo Le Marteau d'Olympia            | Guy Haley       | 07/2017                    | (ISBN 9781780303437) | Perturabo The Hammer of Olympia    | 07/2017                     | (ISBN 9781784965587) |
| V    | Lorgar Porteur de la Parole               | Gav Thorpe      | 11/2017                    | (ISBN 9781780303543) | Lorgar Bearer of the Word          | 10/2017                     | (ISBN 9781784966089) |
| VI   | Fulgrim Le Phénix Palatin                 | Josh Reynolds   | 02/2018                    | (ISBN 9781780303635) | Fulgrim The Palatine Phoenix       | 01/2018                     | (ISBN 9781784966232) |
| VII  | Ferrus Manus La Gorgogne de Medusa        | David Guymer    | 04/2018                    | (ISBN 9781780303741) | Ferrus Manus The Gorgon of Medusa  | 04/2018                     | (ISBN 9781784966232) |
| VIII | Jaghatai Khan Le Faucon de Chogoris       | Chris Wraight   | 07/2018                    | (ISBN 9781780303864) | Jaghatai Khan Warhawk of Chogoris  | 08/2018                     | (ISBN 9781784967253) |
| IX   | Vulkan Seigneur des Dracs                 | David Annandale | 10/2018                    | (ISBN 9781780304052) | Vulkan Lord of Drakes              | 10/2018                     | (ISBN 9781784967765) |
| X    | Corax Seigneur des ombres                 | Guy Haley       | 01/2019                    | (ISBN 9781780304199) | Corax Lord of Shadows              | 02/2019                     | (ISBN 9781780304199) |
| XI   | Angron Esclave de Nuceria                 | Ian St. Martin  | 06/2019                    | (ISBN 9781780304861) | Angron Slave of Nuceria            | 06/2019                     | (ISBN 9781780304861) |
| XII  | Konrad Kurze Hante-la-Nuit                | Guy Haley       | 08/2019                    | (ISBN 9781780304953) | Konrad Kurze The Night Hunter      | 09/2019                     | (ISBN 9781780304953) |
| XIII | Lion El'Jonson Le Seigneur de la Première | David Guymer    | 11/2020                    | (ISBN 9781780306056) | Lion El'Jonson Lord of the First   | 02/2020                     | (ISBN 9781789993561) |
| XIV  | Alpharius La Tête de l'Hydre              | Mike Brooks     | 07/2021                    |                      | Alpharius Head of the Hydra        | 01/2021                     |                      |
| XV   | Mortarion Le Roi Pâle                     | David Annandale | 12/2022                    |                      | Mortarion The Pale King            | 06/2022                     |                      |
| XVI  | Rogal Dorn                                | Gav Thorpe      | date inconnue              |                      | Rogal Dorn The Emperor's Crusader  | 10/2022                     |                      |
| XVII | Sanguinius                                | Chris Wraight   | date inconnue              |                      | Sanguinius The Great Angel         | 12/2022                     |                      |

### En Anglais

#### Livres
Uniquement ceux dont les dates de parution françaises/ordre de parution ne sont pas encore annoncées.
Annoncés depuis longtemps mais plus d'informations depuis :
- Dreadwing par Dan Abnett
(en) The Horus Heresy - Dreadwing - The Black Library - annoncé pour 2016 au départ - ISBN inconnu - inconnu ;
- Nightfall par Aaron Dembski-Bowden
(en) The Horus Heresy - Nightfall - The Black Library - inconnu - ISBN inconnu - inconnu.

Note : Il existe également en langue anglaise des Omnibus regroupant chacun deux ou trois tomes de l'hérésie ainsi que des nouvelles.

#### Audios
Pour éviter les doublons les seuls audios listés ici sont ceux qui n'ont pas encore été retranscrit dans des recueils.
| Rouge                         | Turquoise             | Noir            | Orange                | Violet      | Gris Clair           | Bleu Gris                           |
| Recueil de nouvelles          | Quadrilogie de départ | Arc Dark Angels | Arc Imperium Secundus | Arc Garro   | Arc White Scars      | Diptyque Thousand Sons/Space Wolves |
| Marron                        | Kaki                  | Vert            | Arc Imperium Secundus | Gris Foncé  | Rose                 | Jaune                               |
| Arc Word Bearers/Ultramarines | Arc Raven Guard       | Arc Salamanders | Arc Imperium Secundus | Arc Tallarn | Arc Emperor Children | Arc Imperial Fists                  |

| Audiobooks                     |               |                  |           |      |
| Titre                          | Auteur(s)     | Date de Parution | Réédition | Isbn |
| Blackshields: The False War    | Josh Reynolds | Septembre 2017   |           |      |
| Blackshields: The Red Fief     | Josh Reynolds | Mai 2018         |           |      |
| Hubris of Monarchia            | Andy Smillie  | Décembre 2018    |           |      |
| Nightfane                      | Nick Kyme     | Janvier 2019     |           |      |
| Blackshields: The Broken Chain | Josh Reynolds | Aout 2019        |           |      |

Notes :
- À ceux-ci s'ajoutent les adaptations en audiobooks des tomes « classiques » du cycle.
- Les scripts sont des retranscriptions sur papier des audiobooks. À la manière des textes de pièces de théâtre, ils contiennent des « didascalies » qui décrivent les effets sonores des audiobooks.

#### Nouvelles
Pour éviter les doublons les seules nouvelles/novellas listées ici sont celles qui n'ont pas encore été retranscrite dans des recueils dans la série principale.
| Rouge                         | Turquoise             | Noir            | Orange                | Violet      | Gris Clair           | Bleu Gris                           |
| Recueil de nouvelles          | Quadrilogie de départ | Arc Dark Angels | Arc Imperium Secundus | Arc Garro   | Arc White Scars      | Diptyque Thousand Sons/Space Wolves |
| Marron                        | Kaki                  | Vert            | Arc Imperium Secundus | Gris Foncé  | Rose                 | Jaune                               |
| Arc Word Bearers/Ultramarines | Arc Raven Guard       | Arc Salamanders | Arc Imperium Secundus | Arc Tallarn | Arc Emperor Children | Arc Imperial Fists                  |

| Artbook                                                                             |              |                          |                  | |                             |                      |
| Titre                                                                               | Auteur(s)    | Disponibilité            | Date de Parution | Réédition | Lien avec la série          | Isbn                 |
| The Horus Heresy Collected Visions: Images of the Imperium, Betrayal, War and Death | Alan Merrett | Site de la Black Library | Juin 2007        | Visions of heresy | Trame générale de l'hérésie | (ISBN 9781844164240) |
| Visions d’Hérésie                                                                   | Alan Merrett | Chez tout revendeur      | Avril 2014       | Réédition remanié de horus heresy collected vision Aussi publié en anglais dans deux éditions (une limitée et une identique à la française) | Trame générale de l'hérésie | (ISBN 9781844164240) |

| Novellas Nouvelles de 100 à 200 pages en édition collector avec illustrations et couvertures particulières |                 |                                                   |                  |           |                    |                      |
| Titre | Auteur(s)       | Disponibilité                                     | Date de Parution | Réédition | Lien avec la série | Isbn                 |
| The Unburdened: Betrayal at Calth                                                                          | David Annandale | Disponible sur le site de la Bl de façon illimité | Novembre 2015    |           |                    | (ISBN 9781784962487) |
| The Honoured: Betrayal at Calth                                                                            | Rob Sanders     | Disponible sur le site de la Bl de façon illimité | Novembre 2015    |           |                    | (ISBN 9781784962463) |
| Dreadwing                                                                                                  | David Guymer    | Disponible sur le site de la Bl de façon illimité | 2018             |           |                    | (ISBN 9781784962487) |
| Spear of Ultramar                                                                                          | David Annandale | Disponible sur le site de la Bl de façon illimité | 2018             |           |                    | (ISBN 9781784962487) |

| Nouvelles                 |                      |                            |                  |           |                    |      |
| Titre                     | Auteur(s)            | Disponibilité              | Date de Parution | Réédition | Lien avec la série | Isbn |
| Restorer                  | Chris Wraight        | Site de la Black Library   | 2017             |           |                    |      |
| Champion of Oaths         | John French          | 2018/2019 Events Anthology |                  |           |                    |      |
| Child of Chaos            | Chris Wraight        | 2018/2019 Events Anthology | 2017             |           |                    |      |
| Two Metaphysical Blades   | Chris Wraight        | Site de la Black Library   | 2017             | 2018      |                    |      |
| Prologue to Nikaea        | David Annandale      | Site de la Black Library   | 2018             |           |                    |      |
| Old Wounds, New Scars     | Graham McNeill       | Site de la Black Library   | 2018             |           |                    |      |
| Abyssal                   | David Annandale      | Site de la Black Library   | 2018             |           |                    |      |
| The Last Council          | L.J. Goulding        | Site de la Black Library   | 2018             |           |                    |      |
| A Rose Watered with Blood | Aaron Dembski-Bowden | Site de la Black Library   | 2018             |           |                    |      |
| Bringer of Sorrow         | Aaron Dembski-Bowden | Site de la Black Library   | 2019             |           |                    |      |
| Lantern's Light           | James Swallow        | Site de la Black Library   | 2019             |           |                    |      |
| The Serpent's Dance       | Mike Brooks          | Site de la Black Library   | 2020             |           |                    |      |
| The Lightning Hall        | Graham McNeill       | Site de la Black Library   | 2020             |           |                    |      |
| Eater of Dreams           | Marc Collins         | Site de la Black Library   | 2021             |           |                    |      |
| Bloodhowl                 | Chris Forrester      | Site de la Black Library   | 2021             |           |                    |      |
| Amor Fati                 | Michael F. Haspil    | Site de la Black Library   | 2021             |           |                    |      |

| Nouvelles Graphiques Disponibles sur le site de la Black library et aux évènements |                                                |                                                    |                  |                                                                        |                                           |                      |
| Titre                                                                              | Auteur(s)                                      | Disponibilité                                      | Date de Parution | Réédition                                                              | Lien avec la série                        | Isbn                 |
| Macragge's Honour                                                                  | Dan Abnett (auteur) Neil Roberts (dessinateur) | Disponible sur le site de la Bl pendant 3 semaines | Janvier 2014     | Réédition non limitée en octobre 2015 en anglais, français et allemand | Liens avec La bataille de Calth (tome 19) | (ISBN 9781849705646) |

Notes :
- Comme un certain nombre de ces œuvres sont republiés sous divers formats au fil du temps, il n'a été retenu que le format de publication de départ. À terme quasiment toutes les œuvres devraient être disponible sous tous les formats possibles (édition limitée, recueils/romans numérotés, ebook et audio).

### Livres de jeu
La société Forgeworld a créé une série de jeux de plateau basés sur l’Hérésie d'Horus en accompagnement de la gamme des livres parus, avec des figurines de même format que celles de Warhammer 40 000. En plus de contenir les profils de jeu des primarques et des autres figurines, ils contiennent des détails précis sur les grandes batailles de l'Hérésie. Ces livres sont uniquement disponibles en langue anglaise, dans un format de collection avec une reliure et un marque-page cousu.
| Tome | Titre         | Date de Parution | Place dans la série                      | Liens avec les tomes de la série originale            |
| ---- | ------------- | ---------------- | ---------------------------------------- | ----------------------------------------------------- |
| I    | Betrayal      | 10/2012          | La fin de la Grande Croisade Istvaan III | Tomes : un, deux et trois                             |
| II   | Massacre      | 10/2013          | Istvaan III                              | Tomes deux et trois                                   |
| III  | Extermination | 05/2014          | Istvaan V                                | Tome trois                                            |
| IV   | Conquest      | 11/2014          | Milieu de l'hérésie                      | Événements non traités dans la série                  |
| V    | Tempest       | 05/2015          | Calth                                    | Tome dix-neuf                                         |
| VI   | Retribution   | 02/2016          | The Shadow War/Les Aventures de Garro    | Tome Quarante-deux                                    |
| VII  | Inferno       | 03/2017          | Prospero                                 | Tomes douze et quinze                                 |
| VIII | Malevolence   | 04/2019          | Signus Prime et la campagne de Chondax   | Tome vingt-et-un                                      |
| IX   | Crusade       | à venir          | Croisade de Thramas                      | Tome trente-huit et nouvelles Dark Angels/Night Lords |